# Броненосни крайцери тип „Амирал Шарне“
Амирал Шарне (на френски: Amiral Charner) са тип броненосните крайцери на Франция от края на XIX век. Те са по-малка и по-евтина версия на броненосния крайцер „Дюпюи де Лом“. Построени са 4 единици: „Амирал Шарне“ (на френски: Amiral Charner), „Латуш-Тревил“ (на френски: Latouche-Tréville), „Шанси“ (на френски: Chanzy) и „Брюн“ (на френски: Bruix).

## Проектиране и строеж
„Амирал Шарне“ е заложен през 1890 г., спуснат е на вода на 8 ноември 1892 г., влиза в строй през 1894 година. Кръстен е в чест на адмирал Леонар Виктор Жозеф Шарне.
„Латуш-Тревил“ е заложен през юли 1889 г., спуснат е на вода на 18 март 1893 г., влиза в строй през 1894 година.
„Шанси“ е заложен през 1890 г., спуснат е на вода на 24 януари 1894 г., влиза в строй през 1894 година.
„Брюн“ е заложен през октомври 1890 г., спуснат е на вода на 3 август 1894 г., влиза в строй през 1894 година.

## История на службата
„Амирал Шарне“ започва службата си в Средиземноморския ескадрон, след това е преместен в Северния ескадрон, пътува в Азия. Корабът е потопен на 8 февруари 1916 г. от немска подводница на път за Порт Саид, Египет. Потъва за по-малко от две минути. Загиват над 427 души, оцелява само един човек, който е спасен след пет дни прекарани в морето.
„Латуш-Тревил“ започва службата си в Северния ескадрон. През Първата световна война ескортира конвои между Мароко и Франция, има патрулна служба в Егейско море. Продаден за скрап през 1926 г.
„Шанси“ започва службата си в Средиземноморския ескадрон, при пътуването му в Азия засяда на скали около Чжоушанския архипелаг, след безуспешните опити на екипажа и съпътстващите го кораби да го изтеглят от скалите е разушен и потъва на 12 юни 1907 г. Няма жертви сред екипажа на кораба.
„Брюн“ започва службата си в Северния ескадрон. През Първата световна война ескортира конвои между Мароко и Франция, има патрулна служба в Черно море. Продаден за скрап през 1921 г.